# رستي غودمان
رستي غودمان (بالإنجليزية: Charles "Rusty" Goodman)‏ هو كاتب أغاني ومغني أمريكي، ولد في 2 سبتمبر 1933، وتوفي في 11 نوفمبر 1990.

## وصلات خارجية
- رستي غودمان على موقع ميوزك برينز (الإنجليزية)
- رستي غودمان على موقع ديسكوغز (الإنجليزية)
- رستي غودمان على موقع ديسكوغز (الإنجليزية)